# Paraeuophrys
Genre
Paraeuophrys est un genre d'araignées aranéomorphes de la famille des Salticidae.

## Distribution
Les espèces de ce genre se rencontrent en Indonésie et aux Fidji.

## Liste des espèces
Selon World Spider Catalog (version 21.5, 10/11/2020) :
- Paraeuophrys bryophila (Berry, Beatty & Prószyński, 1996)
- Paraeuophrys sumatrana Logunov, 2020

## Publication originale
- Logunov, 2020 : « New and poorly known leaf-litter dwelling jumping spiders from South-East Asia (Araneae: Salticidae: Euophryini and Tisanibini). » Arachnology, vol. 18, no 6, p. 521-562.